# Oxford (Iowa)
Pour les articles homonymes, voir Oxford (homonymie).
Oxford est une ville du  comté de Johnson, en Iowa, aux États-Unis. Elle est fondée en 1868 et incorporée le 8 avril 1881.

## Source de la traduction
- (en) Cet article est partiellement ou en totalité issu de l’article de Wikipédia en anglais intitulé « Oxford, Iowa » (voir la liste des auteurs).